# Joseph-Alfred Désy
Pour les articles homonymes, voir Désy.
Joseph-Alfred Désy (17 septembre 1878, Saint-Barthélemy, Québec, Canada - 15 mars 1925, Trois-Rivières, Québec, Canada), baptisé Louis-Joseph-Alfred Désy, est un avocat et un juge québécois. Il a été bâtonnier du Québec.

## Origine et formation
Fils de Rémy Désy, un cultivateur, et de Marie Auré dit Laferrière, elle aussi provenant d'une famille de cultivateurs, Joseph-Alfred Désy est baptisé quelques jours après sa naissance au sein de l'église catholique romaine, en la paroisse de Saint-Barthélémy, comté de Berthier, dans la région de Lanaudière,,. Six autres membres composent la fratrie Désy : Louis-Philippe Désy, Omer Désy, Alphonsine Désy, Robertine Désy, Hortense Désy et Octavie Désy. Un autre enfant, Édouard Désy, est mort en bas âge,,.
Joseph-Alfred Désy « parcourt le circuit normal du jeune homme talentueux de la fin du XIXe siècle ». Il débute ainsi son parcours scolaire au Collège de l'Assomption, une école confessionnelle catholique privée destinée uniquement aux garçons,. Il y suit un cours classique rigoureux, qu'il poursuit au prestigieux Séminaire de Trois-Rivières,. Arrivé à l'étape des études supérieures, Joseph-Alfred Désy décide de s'orienter vers le droit et part vers le sud du Québec pour aller étudier à l'Université Laval de Montréal, aujourd'hui l'Université de Montréal,,. Après avoir complété ses études vers 1900-1901, il est officiellement reçu comme avocat et est, par le fait même, admis au Barreau du Québec le 5 juillet 1901.

## Carrière professionnelle
Joseph-Alfred Désy entame sa pratique du droit à Louiseville, comté de Maskinongé, où il gagne en réputation. Avec un autre de ses pairs, Louis-Joseph Blondin, ils fondent le cabinet d'avocat Blondin & Désy,. En 1906, les deux hommes déménagent leurs effectifs et établissent définitivement leur bureau d'avocat à Trois-Rivières. Ils sont aux côtés de Napoléon Kemner Laflamme en mars 1906 lorsque débute le procès fortement médiatisé de Mary Annie Skeene et Wallace McCraw, tous deux accusés du meurtre de Percy Howard Sclater,.
De 1912 à 1913, il est le procureur de la ville de Trois-Rivières.
Orateur habile, Joseph-Alfred Désy est très impliqué dans le milieu politique de Trois-Rivières, faisant sentir sa présence lors des élections fédérales, provinciales et municipales de Trois-Rivières. Fort de sa réputation d'avocat criminaliste brillant, il tente sa chance en politique en 1914. Candidat du Parti conservateur du Québec lors de l'élection partielle du 18 mars 1914, Joseph-Alfred Désy est confronté à un adversaire de taille : le député libéral sortant Joseph-Adolphe Tessier, maire de Trois-Rivières depuis 1913, orateur suppléant de l'Assemblée législative du Québec de 1912 à 1914 et ministre de la Voirie dans les gouvernements Gouin et Taschereau de mars 1914 à septembre 1921,. Au dévoilement des résultats, c'est Tessier qui est confirmé vainqueur, remportant le scrutin à 1 792 voix contre 1 516 pour Désy, une avance de 276 votes pour le député libéral,,,. Malgré une défaite pour Joseph-Alfred Désy, le résultat du vote montre à quel point les idées du Parti conservateur du Québec commencent à prendre racine dans la circonscription de Trois-Rivières, particulièrement dans les milieux commerciaux et les quartiers résidentiels.
Le 1er mai 1915, les avocats du Barreau de Trois-Rivières votent à majorité pour élire Joseph-Alfred Désy à titre de bâtonnier de Trois-Rivières, un poste qu'il conserve pour un mandat d'une seule année, de 1915 à 1916. Le 10 juin 1915, un autre vote important se tient : les avocats de l'ensemble du Barreau du Québec élisent Joseph-Alfred Désy en tant que bâtonnier du Québec pour le bâtonnat de 1915-1916. Pour couronner le tout, Joseph-Alfred Désy reçoit aussi le titre honorique de conseiller du roi en juillet 1915.
En 1923, en parallèle à son métier d'avocat, Joseph-Alfred Désy devient le président du Comité d’hygiène de Trois-Rivières et président de l’Œuvre des dispensaires de Trois-Rivières, « qui ouvrit un dispensaire pour l’assistance maternelle et 'la goutte de lait' »,. En 1924, il devient aussi le vice-président de l'Association canadienne antituberculeuse.
Joseph-Alfred Désy est le président-fondateur du Three Rivers Golf and Country Club, un club de golf de Trois-Rivières aujourd'hui connu sous le nom de Club de golf Ki-8-Eb,,.

### Le mystère de Grande-Anse
Au début de l'année 1906, alors qu'il vient à peine de s'établir dans « les Trois-Rivières », Joseph-Alfred Désy participe à son premier procès d'envergure : l'affaire Sclater, qui a fait couler beaucoup d'encre au Québec.

Le 5 mars 1905, le corps de Percy Howard Sclater, un aubergiste âgé de 37 ans, est retrouvé sans vie dans son écurie de Saint-Théodore-de-la-Grande-Anse, en Haute-Mauricie, le dos criblé de balles. Après une enquête du coroner J. A. Vanasse, des accusations sont portées contre Mary Annie Skeene, l'épouse de Sclater, et Wallace Lemire dit McCraw, un employé de Sclater et potentiel amant de Skeene,. L'affaire est décrite comme un tragique triangle amoureux, mais à la suite des témoignages de nombreux témoins, l'hypothèse d'un carré amoureux se profile à l'horizon et l'interprétation et la validité des preuves, aveux et autres éléments de la plaidoirie ou bien se complexifient, ou bien sont carrément remis en question.

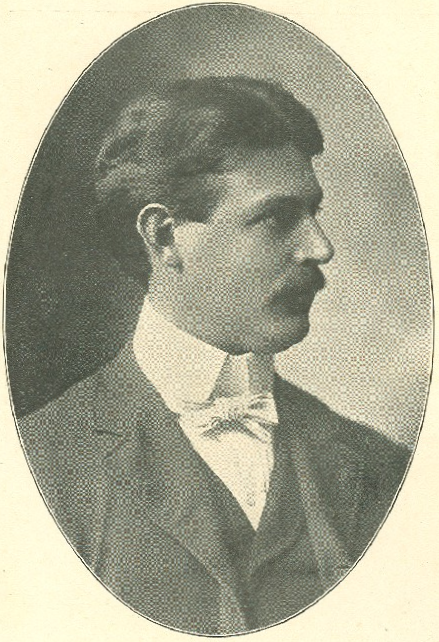
Joseph-Alfred Désy, vers 1900.

Le 6 mars 1905, à la lecture de l'acte d'accusation, soit : « Que le 5 mars 1905, Wallace McCraw et Mary Annie Skeene ont assassiné le nommé Percy Howard Sclater », McCraw et Skeene ont répondu « non-coupable ». Les deux coaccusés sont d'abord détenus dans une maison de pension de Grandes-Piles avant la tenue de leur procès, puis transférés à la prison de Trois-Rivières pendant le déroulement de celui-ci. Le premier témoin de ce procès hautement médiatisé se présente à la barre le 7 mars 1906. À la défense, Napoléon Kemner Laflamme et Joseph-Alfred Désy, décrits comme deux avocats criminalistes, entendent prouver l'innocence de leurs clients, alors que c'est Edmond Guérin qui représente les intérêts la Couronne. L'associé de Désy, l'avocat Louis-Joseph Blondin, est également présent aux côtés de Kemner Laflamme et Désy. Le juge Désilets préside quelque temps à la cour, et sera plus tard remplacé par Lawrence John Cannon. Un jury composé de douze hommes est également constitué.
Le procès est d'entrée de jeu l'objet d'un revirement de situation. Mary Annie Skeene, qui clamait jusqu'alors son innocence, change contre toute attente sa version et avoue qu'elle et Wallace McCraw sont complices du meurtre de Percy Howard Sclater, et que c'est McCraw qui a porté le coup fatal. Le mystère commence à prendre de l'ampleur lorsqu'on apprend que cette nouvelle version des faits est survenue après une heure d'interrogatoire avec le détective Kenneth Peter McCaskill, shérif du district judiciaire de Trois-Rivières. McCraw, présent lors de cet interrogatoire, n'aurait pas clamé son innocence. Lors du procès, le shérif s'est révélé très avare de détails concernant cet interrogatoire, et se contente de spécifier en cour que c'est McCraw le meurtrier. Les avocats de la défense Kemner Laflamme et Désy, eux, insistent sur le doute raisonnable en structurant leur argumentaire selon trois points :

« 1) Les procédures devant les magistrats ont été nulles. 

2) Il y a eu informalité dans les noms des témoins. 

3) En vertu de la loi criminelle, les accusés auraient dû être arrêtés de nouveau, lorsqu'à l'enquête préliminaire, les accusés furent renvoyés en prison, parce qu'au lieu d'un séjour de huit jours avant leur comparution, ils passèrent une demi-journée de plus. »

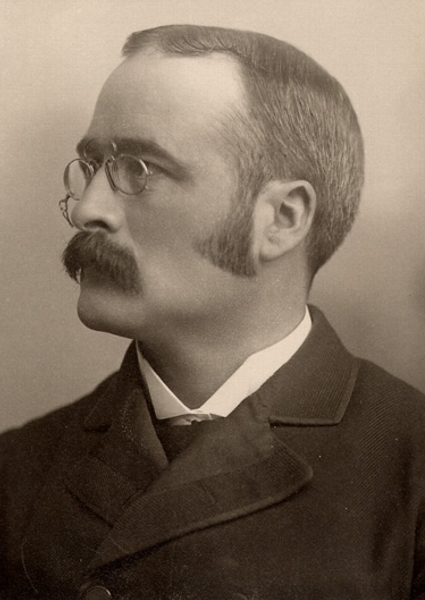
Lawrence John Cannon, vers 1890, juge attitré à l'affaire Sclater.

Deux témoignages chocs surviennent le 9 mars 1906. Arthur Chandonnet, un autre employé de Sclater et pensionnaire à la résidence de Sclater, raconte que McCraw et Sclater se seraient battus parce que ce dernier a insisté pour que McCraw aille faire une commission alors qu'il pleuvait. Il raconte aussi que McCraw, alors ivre, lui aurait déclaré qu'il tuerait bien Sclater si cela pouvait lui permettre de marier sa femme, Mary Annie Skeene. Un témoin de la défense, qui a comparu tout de suite après Chandonnet, vient cependant nuancer la portée des révélations produites par le premier témoin vedette du procès. Un dénommé William Jacques se produit en cour et affirme, lui, qu'à la suite de l'arrestation de McCraw pour meurtre, Chandonnet lui aurait déclaré : « Ça nous a pas pris grand temps pour débarrasser la Grande-Anse de Sclater, et avant longtemps il en a un autre qui va disparaître ». Avant que la cour ne s'ajourne, la défense Kemner Laflamme-Désy mentionne au passage que Chandonnet a été arrêté le 11 décembre précédent pour vol, diminuant ainsi la crédibilité de son témoignage, d'autant plus que le fil des événements commence à suggérer comme hypothèse valable une connivence entre Arthur Chandonnet et Mary Annie Skeene.
Le 12 mars, l'interrogatoire d'un dénommé Jimmy Maurice semble redonner de la crédibilité au témoignage d'Arthur Chandonnet. Jimmy Maurice affirme, alors qu'il est transquestionné par le duo Kemner Laflamme-Désy, que pendant qu'ils discutaient sur l'éventualité d'un mariage, McCraw lui aurait dit : « Moi, il me faut en tuer un pour me marier ». À cela s'ajoute l'intention de la Couronne d'admettre comme preuve le fait que lors de l'interrogatoire effectué par McCaskill, McCraw n'a a aucun moment manifesté son innocence. L'argumentaire produit par Maître Guérin se lit : « Ainsi, si lorsque M. McCaskill a demandé à Mme Sclater si celui qui avait tué son mari était le prisonnier, et si Mme Sclater ayant fait une réponse, le prisonnier n'a pas nié, je veux déclarer que ce mutisme est une preuve contre lui ». La réplique des avocats de la défense insiste sur l'irrecevabilité de cet interrogatoire puisque le constable qui a procédé à l'arrestation de McCraw, Théodule Beaulieu, n'avait pas correctement renseigné McCraw sur ses droits en tant que personne en état d'arrestation. Dans une plaidoirie déterminante de plus de deux heures, l'avocat de la défense Kemner Laflamme cite de très nombreuses sources en ce qui concerne l'irrecevabilité d'aveux ou de mutisme en tant que preuve, et que « la preuve contre un prisonnier ne peut être faite que lorsqu'il a été démontré qu'on n'a pas employé de pression contre lui ». Toujours le 12 mars, les avocats de la défense Kemner Laflamme et Désy reviennent à la charge et questionnent le constable Beaulieu, autour duquel l'issue du procès semble se jouer. La Défense relève les nombreuses irrégularités concernant le mandat d'arrêt à l'endroit de McCraw, le déroulement de son arrestation, les circonstances louches entourant l'interrogatoire mystérieux de McCaskill, des pressions dont aurait été victime McCraw et enfin le manque de communication entre le constable Beaulieu et le détective-shérif McCaskill.

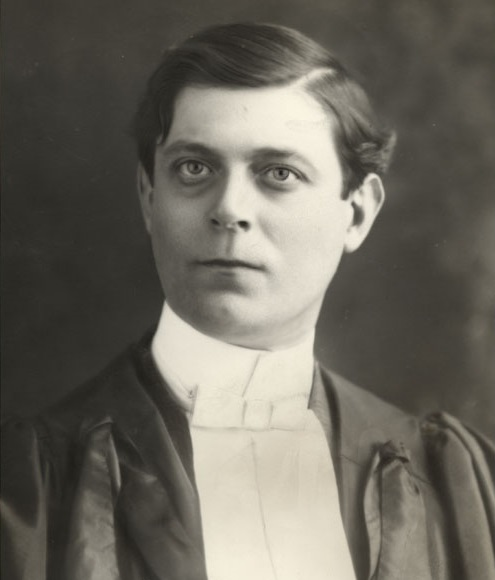
Joseph-Alfred Désy, vers 1910.

Les 14 et 15 mars, le procès concernant le meurtre de Percy Howard Sclater arrive à terme, mais pas sans un autre coup d'éclat. Venu de Hinckley, dans l'État de New York, un homme du nom d'Octave Darveau déclare connaître la véritable identité du meurtrier,. Il raconte que le 17 septembre 1905, un étranger arriva chez lui en demandant l'hospitalité, et que le lendemain avant son départ, cet étranger aurait admis être le véritable assassin de Percy Howard Sclater avant de partir et disparaître pour de bon. L'histoire, d'apparence saugrenue, n'est pas reçue en cours, bien que tous les habitants de Trois-Rivières aient pris compte de cette nouvelle piste. Le 16 mars 1906, après les plaidoiries finales de la Couronne et de la Défense, le juge Cannon ajourne le procès dans l'attente d'un verdict de la part du jury.
Une première partie du verdict du jury est donné le 16 mars 1906,. Wallace McCraw est déclaré coupable du meurtre de Percy Howard Sclater et est condamné à la peine de mort,. La seconde partie du jugement est rendue quelques jours plus tard. Le jury donne un verdict de non-culpabilité à Mary Annie Skeene, la veuve de Sclater, l'exonérant de tout soupçon relativement à l'assassinat de Sclater. Dans le cas de McCraw, l'incertitude d'un juré à vouloir le déclarer coupable et l’imprécision de certains témoignages sont jugées matières suffisantes à la tenue d’un nouveau procès,. Au terme d'une péripétie judiciaire s'étalant sur deux ans, Wallace McCraw est formellement acquitté du meurtre de Sclater le 7 avril 1908,. Ce verdict définitif de non-culpabilité pour McCraw est couplé à l'aura de mystère planant autour du meurtre de Percy Howard Sclater, qui devient formellement un crime non résolu.
L'affaire Sclater, ou encore le mystère de Grande-Anse, reste à ce jour l'un des crimes les plus célèbres de la Mauricie. La série télévisée Les Grands Procès a notamment redonné vie à ce procès marquant en produisant un docu-fiction fidèle au déroulement du procès tout en se permettant des libertés artistiques pour cause de synthèse.

## Haute magistrature

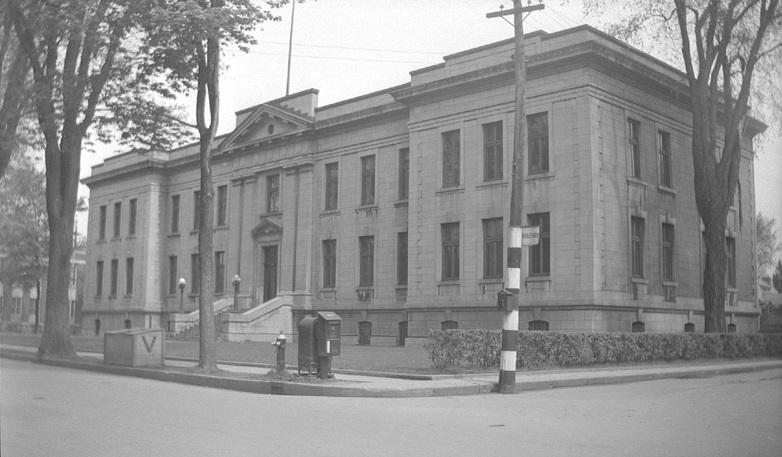
Palais de justice de Trois-Rivières, 1945.

Joseph-Alfred Désy a 37 ans et est encore en train de servir son mandat de bâtonnier du Québec lorsqu'il est nommé juge à la Cour supérieure du Québec le 29 février 1916, un poste qu'il maintiendra toute sa vie. C'est Charles Joseph Doherty, ministre de la Justice du Canada dans le cabinet du premier ministre conservateur Robert Borden, qui procède à l'assermentation du juge Désy à la haute magistrature québécoise,. L'année 1920 marque un tournant important dans la carrière de Joseph-Alfred Désy. D'une part, il préside une commission royale d'enquête sur l'administration municipale de Trois-Rivières, objets de nombreuses accusations de corruption. D'autre part, en même temps que cette commission d'enquête, le juge Désy est attitré à ce qui deviendra l'un des procès les plus célèbres du Québec en raison de la gravité du crime et de ses répercussions sociales : celui pour le meurtre d'Aurore Gagnon.
La division des archives gouvernementales des Archives nationales du Canada recense que pendant sa magistrature, Joseph-Alfred Désy a condamné à mort les neuf personnes suivantes, toutes pour meurtres : Murdoch Allan (1919), William Baykel (1920), Fedor Fedora Beilin (1920), Patrick Delorme (1919), Victor Dupuis (1920), Roméo Lacoste (1919), Joseph Rémillard (1920), Peter Sawitch (1919) et Antonio Sprecarce (1919).

### Commission Désy
Un grand incendie ravage la ville de Trois-Rivières le 22 juin 1908, et les dégâts sont considérables,. Les mesures d'urgence sont déclarées, la quasi-totalité des bâtiments patrimoniaux de Trois-Rivières est détruite, 215 foyers et commerces sont rasés par les flammes et l'essentiel du centre-ville de Trois-Rivières, qui comptait alors autour de 12 000 habitants, prend les allures de zone sinistrée. Le maire de Trois-Rivières, François-Siméon Tourigny, reste optimiste et pense déjà à la reconstruction à venir de la capitale de la Mauricie, déclarant à la suite de la tragédie : « Là où de vieux édifices ont été détruits s'élèveront de nouvelles constructions édifiées d'après les plans les plus modernes. Le désastre a été un dur coup pour nous, mais ce sera peut-être finalement un bien pour la ville. Nous essaierons maintenant de faire de Trois-Rivières une cité moderne ». Le Conseil municipal entame les planifications de la modernisation « des Trois-Rivières », refait le tracé de ses rues, bétonnise ses trottoirs, élargit ses avenues principales et change ses lois en ce qui a trait aux règlements sur les matériaux à utiliser lors de la construction d'édifices et les normes à respecter quant à l'attribution de contrats. La consternation de cette « année noire » pour les trifluviens laisse graduellement place à une frénésie de la reconstruction pour la décennie à venir. L'industrialisation rapide de Trois-Rivières, qui est appelé à devenir la capitale mondiale du papier journal, se met en branle,.

Incendie de Trois-Rivières de 1908
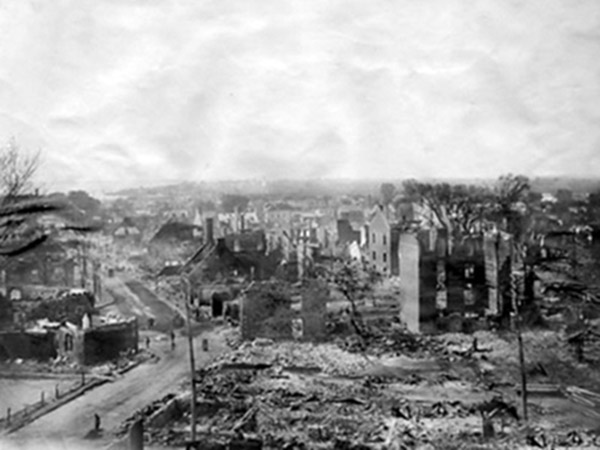
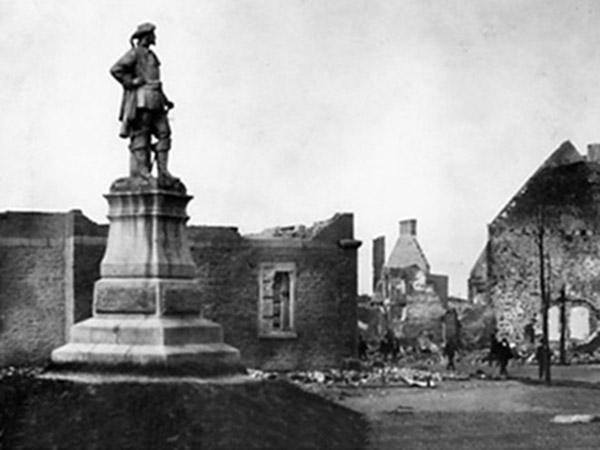
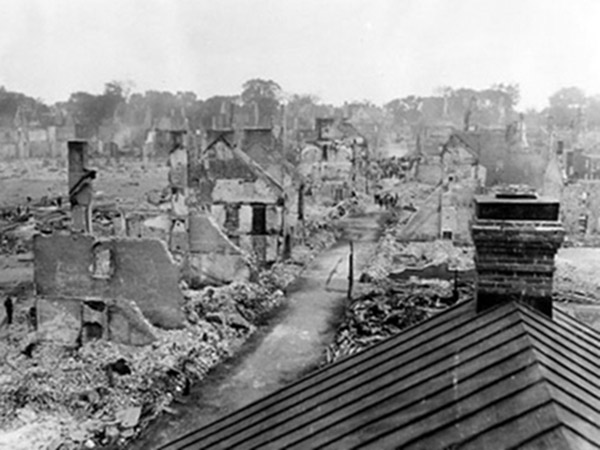
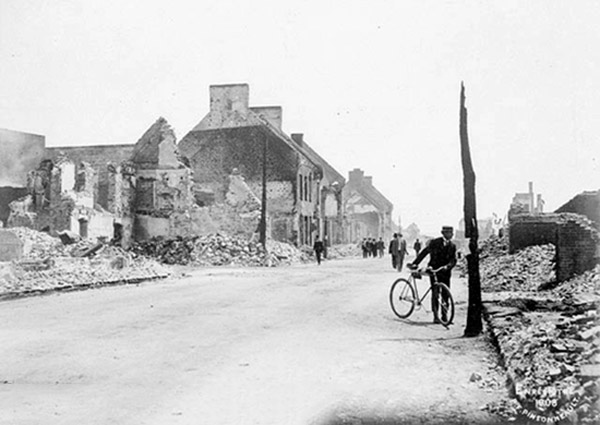
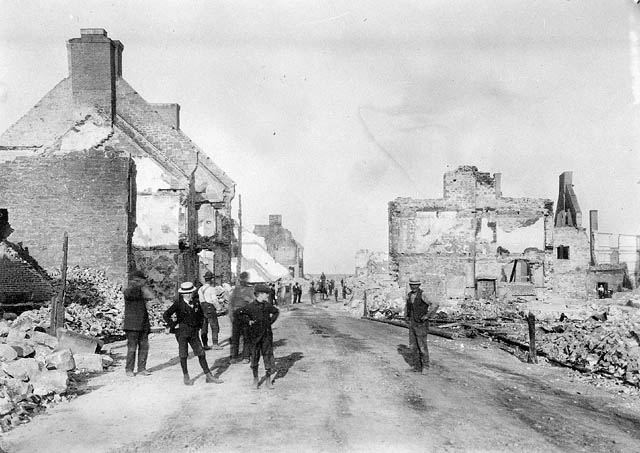
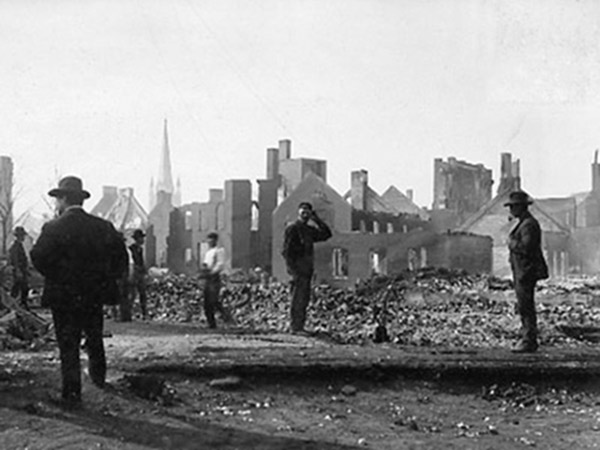
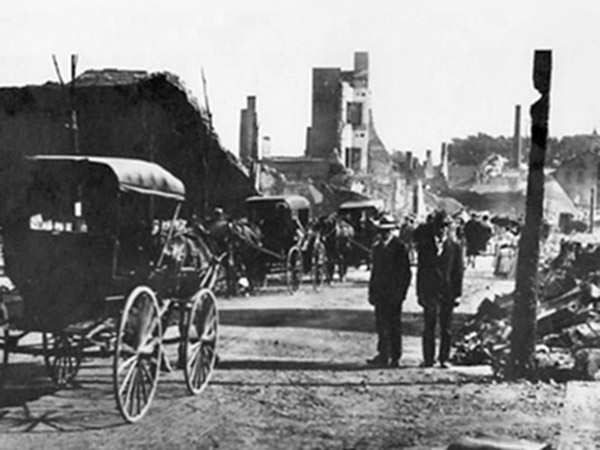
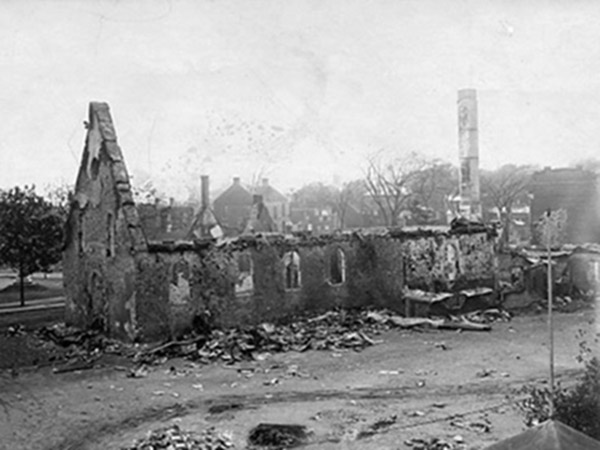

Les maires se succèdent à Trois-Rivières, le médecin Louis-Philippe Normand, arrivé au pouvoir plus tard en 1908, laisse place à l'ambitieux Joseph-Adolphe Tessier de 1913 à 1921, lui qui était déjà député de Trois-Rivières au niveau provincial,. L'évolution démographique et la croissance économique fulgurante de Trois-Rivières ne se fait pas sans heurts : les terrains connaissent une forte hausse de prix, certains ménages familiaux s'entassent dans des logements aux allures de taudis, les conditions de salubrité se détériorent de plus en plus et la prostitution apparaît en ville,. Si le succès financier de la ville prend de l'ampleur avec l'émergence des industries, il en va tout autant des allégations de corruption et de collusion, d'autant plus que les généreuses subventions offertes aux entreprises endettent la municipalité mauricienne,. Après une série de scandales visant les échevins trifluviens, la pression populaire s'accentue vers la fin des années 1910, si bien que le Conseil municipal de Trois-Rivières est forcé de commander une commission royale d'enquête sur l'administration de sa propre ville,. En 1919, le juge Joseph-Alfred Désy accepte de présider à cette commission d'enquête, nommé Commission d'enquête royale sur les affaires municipales des Trois-Rivières, ou simplement commission Désy,. Le 6 décembre 1919, la commission entame officiellement ses travaux et reçoit ses premiers témoignages le 9 décembre suivant, ceux concernant La Brasserie J.-M. Spénard.
Pendant une bonne partie de l'année 1920, Joseph-Alfred Désy épluche méthodiquement la machine de la politique municipale de Trois-Rivières. Ses recherches se concentrent sur onze dossiers différents et deux des figures politiques les plus éminentes de Trois-Rivières sont éclaboussées. Le premier est Jacques Bureau, député fédéral de Trois-Rivières-et-Saint-Maurice de 1900 à 1925, solliciteur général du Canada de 1907 à 1911, ministre des Douanes et de l’Accise de 1921 à 1925 et sénateur de la division sénatoriale de La Salle de 1925 à 1933,. Le second est Joseph-Adolphe Tessier, maire de Trois-Rivières depuis 1913, orateur suppléant de l'Assemblée législative du Québec de 1912 à 1914, ministre de la Voirie dans les gouvernements Gouin et Taschereau de mars 1914 à septembre 1921 et, depuis l'élection partielle de 1914, l'ancien adversaire politique de Joseph-Alfred Désy,,. Deux autres conseillers municipaux, Robert Ryan, responsable des finances de l'organisation politique du maire Tessier et proche des grosses compagnies récemment implantées à Trois-Rivières, et Arthur Bettez, davantage en relation avec les ouvriers et les syndicats et qui a fait sa fortune dans le commerce d'alcool, sont aussi compromis par l'enquête du juge Désy. Finalement, le Parti libéral du Canada tout comme le Parti libéral du Québec sont sévèrement montrés du doigt dans le rapport que produira le juge Désy.
| N° du dossier | Sujet                                                                                 | Personnalité(s) impliquée(s)                                                     |
| ------------- | ------------------------------------------------------------------------------------- | -------------------------------------------------------------------------------- |
| N° 1          | La Brasserie J.-M. Spénard                                                            | L'échevin Arthur Bettez ; les ex-échevins Rivard et Bourassa.                    |
| N° 2          | A.P. De Beaujour                                                                      | Lui-même, responsable de la serre municipale.                                    |
| N° 3          | Georges Farley                                                                        | Lui-même, conseiller municipal.                                                  |
| N° 4          | J.-H. Vigneau                                                                         | Lui-même, conseiller municipal.                                                  |
| N° 5          | Parc Houliston                                                                        | L'ex-échevin Robert Ryan.                                                        |
| N° 6          | Zéphirin Lambert                                                                      | Lui-même, ingénieur de la Ville.                                                 |
| N° 7          | The Page Wire Fence Company                                                           | Le maire Joseph-Adolphe Tessier; l'ex-échevin Robert Ryan.                       |
| N° 8          | Three Rivers Fur Works                                                                | Le maire Joseph-Adolphe Tessier;                                                 |
| N° 9          | La Manufacture de seaux et de boîtes des Trois-Rivières                               | Le maire Joseph-Adolphe Tessier; l'ex-échevin Robert Ryan; l'ex-échevin Clément. |
| N° 10         | Débentures de la Cité des Trois-Rivières vendues à la compagnie Provincial Securities | L'ex-échevin Robert Ryan.                                                        |
| N° 11         | Manufacture Robert Ryan                                                               | L'ex-échevin Robert Ryan.                                                        |

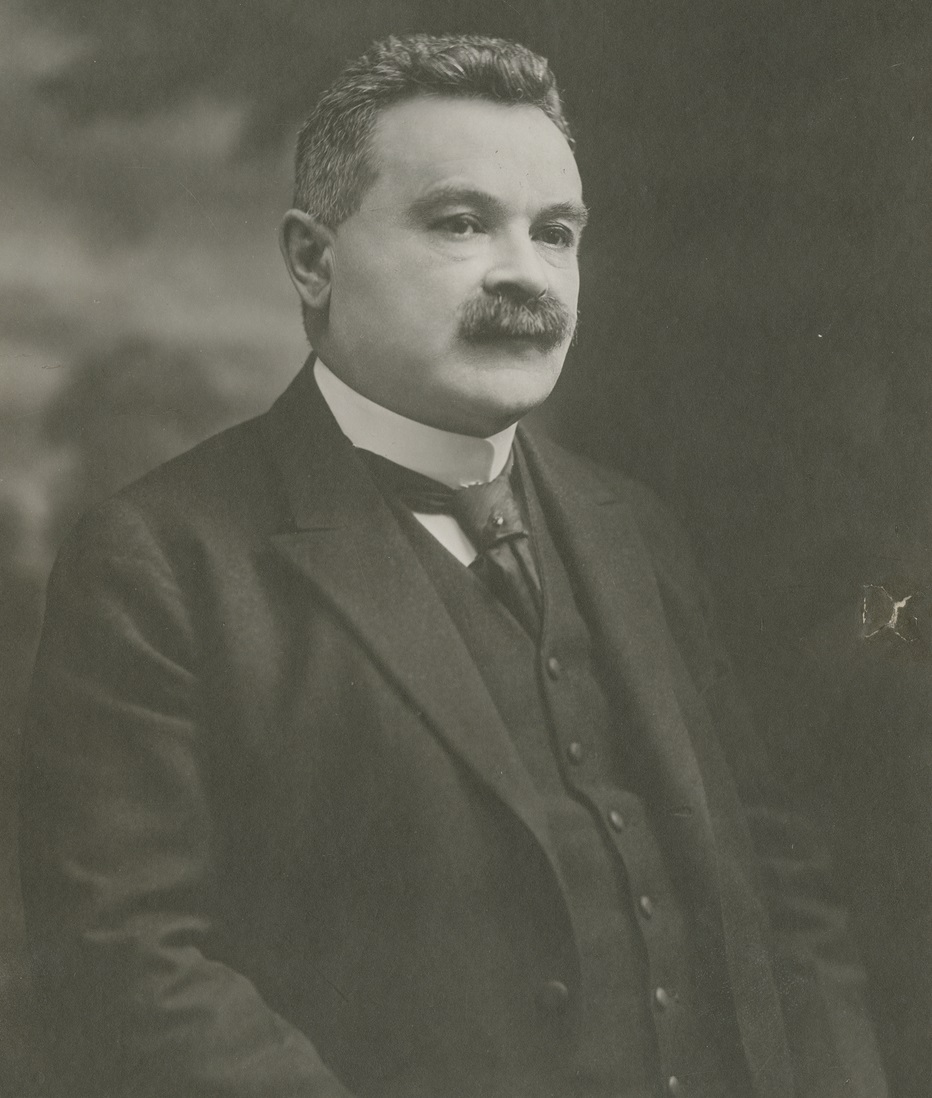
Joseph-Adolphe Tessier, maire de Trois-Rivières de 1913 à 1921, orateur suppléant de l'Assemblée législative du Québec de 1912 à 1914 et ministre de la Voirie dans les gouvernements Gouin et Taschereau de mars 1914 à septembre 1921 (vers 1915).

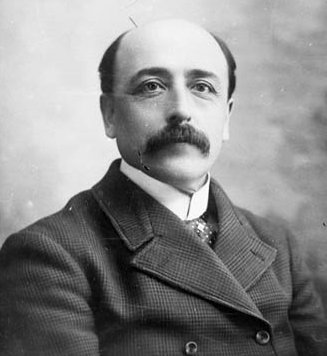
Jacques Bureau, député de Trois-Rivières-et-Saint-Maurice de 1900 à 1925, Solliciteur général du Canada de 1907 à 1911, ministre des Douanes et de l’Accise de 1921 à 1925 et sénateur de la division sénatoriale de La Salle de 1925 à 1933.

C'est dans ce contexte juridique et politique tendu qu'est fondé le quotidien trifluvien Le Nouvelliste, un journal décrit comme « une publication à l’américaine, avide de faits divers et de nouvelles à sensations »,. Suivant de très près les délibérations de la commission Désy, Le Nouvelliste obtient en primeur la première transcription des témoignages de la commission d'enquête et décide d'en faire la première page de son premier tirage le 30 octobre 1920, qui obtient un succès immédiat,,.
Les premières révélations faites par Le Nouvelliste ne tardent pas à arriver. Il est d'abord fait mention que les trois frères Joseph, Amédée et Omer Fortier ont été engagés comme charretiers par l'ingénieur de la ville, Zéphirin Lambert, pour charroyer de la pierre au concasseur municipal, ce qu'Amédée et Omer jurent n'avoir jamais accompli. On y apprend aussi que l'ingénieur Lambert a engagé deux menuisiers pour faire des réparations sur sa maison, mais il s'avère que ceux-ci ont en fait reçu leur gage en provenance de la Corporation de la ville de Trois-Rivières, et non des poches de l'ingénieur Lambert. Ce dernier se serait aussi approprié pour fins personnelles des madriers et des barrières métalliques appartenant à la Corporation, aurait aussi vendu à profit 2000 briques provenant d'un aqueduc démoli au frais de la Corporation et plusieurs autres révélations qui n'ont cessé de s'accumuler, toujours au frais de la Corporation. Au fil des admissions des nombreux témoins, sur de nombreux cas en apparences isolées, les rouages d'un système de corruption généralisée à Trois-Rivières prennent forme.
Un autre témoin, le chimiste-teinturier Édouard Joeckel de la « Three Rivers Fur Works, Ltd. », admet à la commission avoir fait l'objet de faveurs en échange d'actions au sein de la compagnie à la hauteur de 5000$. Ces actions étaient destinées au compte de Joseph-Adolphe Tessier, mais puisque celui-ci était maire actif, les actions furent transférées au compte du fils du maire Tessier. D'autres détails de l'enquête entachent sérieusement la réputation du député-maire Tessier, comme un traitement préférentiel lors de l'achat d'un terrain d'une valeur de 80 000$,, ou encore l'émission d'obligations municipales fort avantageuses à une compagnie (Provincial Securities) qui avait offert un généreux prêt d'argent à la caisse électorale du Parti libéral du Québec en 1914, année de l'élection partielle où c'est justement Joseph-Adolphe Tessier qui avait battu le juge Désy lui-même, alors un candidat pour le Parti conservateur du Québec. C'est cet épisode ironique d'un juge qui enquête sur un rival politique l'ayant battu aux urnes, nommé « scandale des débentures », qui capte l'imaginaire du public,. En effet, l'analyse du scandale des débentures établissait un lien de connivence clair entre les libéraux fédéraux et provinciaux, une révélation qui cause une polémique car elle implique les députés Bureau et Tessier dans l'affaire,,. Des versements d'argent douteux sous l'apparence de souscriptions se seraient produits entre les caisses électorales des deux députés libéraux trifluviens par l'entremise de tiers. Pressé de se présenter devant le juge Désy, le député fédéral Bureau, mécontent de la situation, y va de la déclaration suivante : « C’est à regret que je suis ici. Je considère que dans toutes les élections, il y a des choses qui se passent qui concernent l’organisation, lesquelles ne sont pas bien publiques et ne doivent pas être divulguées »,,.
La commission Désy poursuit ses travaux, d'autres scandales éclaboussent encore l'échevin Robert Ryan et le maire Joseph-Adolphe Tessier tandis que le juge Joseph-Alfred Désy passe méticuleusement à travers chacun de ses onze dossiers préparatoires, déconstruisant de bout en bout le système des libéraux tel qu'implanté à Trois-Rivières. C'est à 7 heures du soir le 24 janvier 1921 que Joseph-Alfred Désy dépose son rapport final, totalisant 329 pages,. Dans ses éditions allant du 25 janvier jusqu'au 16 février 1921, le quotidien Le Nouvelliste s'attèle à faire parvenir l'entièreté du rapport d'enquête du juge Désy à la population trifluvienne,,.
Finalement, aucune accusation n'est portée contre les députés Bureau et Tessier, malgré le niveau de corruption recensé,. Le rapport de la Commission se veut surtout très accablant pour l'administration libérale, Joseph-Alfred Désy déclarant au passage que « Cet exposé de faits est un avertissement pour ceux qui opèrent malhonnêtement au détriment des corps publics avec l'espoir de n'être pas découverts ». Maurice Duplessis, jeune avocat et vedette montante du Parti conservateur du Québec, déclare le lendemain du dépôt du Rapport Désy : « Je vous affirme que le rapport du juge Désy sonne le glas d'une administration moribonde et déjà entrée en décomposition prématurée »,. S'il perd contre le libéral Louis-Philippe Mercier lors des élections générales québécoises de 1923, Maurice Duplessis remportera celles de 1927 dans le comté de Trois-Rivières, siège qu'il ne perdra plus jamais pour le restant de ses jours. En revanche, Arthur Bettez sera élu maire de Trois-Rivières, un mandat qui dure de 1923 à 1931 tandis que Robert Ryan sera nommé président du comité des finances de Trois-Rivières en 1930, en plus de devenir le député fédéral de Trois-Rivières de 1940 à 1945,. Jacques Bureau, quant à lui, bien qu'entaché par les révélations de la commission Désy, sombre dans un autre scandale en 1925 lorsque, étant ministre des Douanes, il « aurait fermé les yeux sur le trafic illégal d’alcool transfrontalier, à condition que les trafiquants contribuent à la caisse du Parti libéral ». La même année, Bureau est nommé sénateur au Sénat du Canada, poste de prestige qu'il conservera jusqu'à sa mort en 1933.

### L'affaire «Aurore, l'enfant martyre»

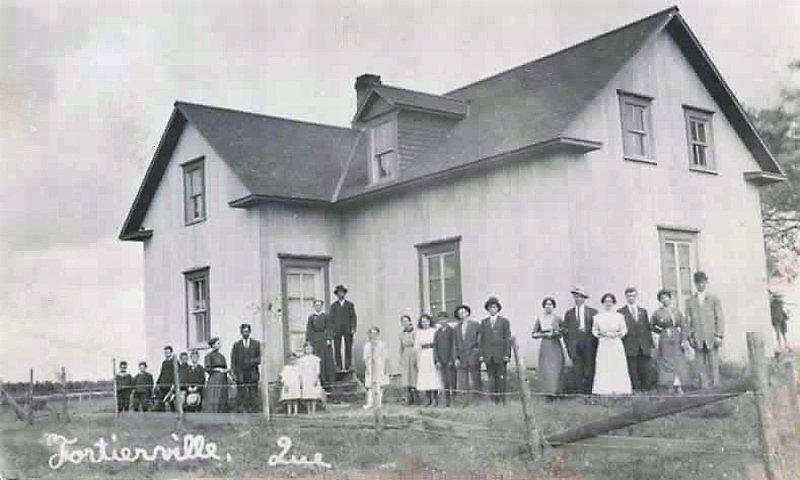
Parents et amis réunis chez la famille Gagnon, à Sainte-Philomène-de-Fortierville, vers 1915.

L'année 1920 s'avère très chargée pour le juge de Trois-Rivières, alors que sa présence est requise pour présider à un autre procès fortement médiatisé au Québec, celui d'une tragédie qui s'est produite dans le petit village de Sainte-Philomène-de-Fortierville, comté de Lotbinière. Si cette affaire porte le nom d'« affaire Gagnon » à l'époque, la postérité en retiendra un autre, basé sur les œuvres que ce drame a inspiré : l'affaire « Aurore, l'enfant martyre »,,.

Le crime est qualifié de « meurtre sordide ». Aurore Gagnon, une jeune enfant de 10 ans, est retrouvée morte dans sa résidence familiale le 12 février 1920 dans des circonstances suspectes. Le médecin Andronique Lafond de Saint-Jacques-de-Parisville, qui avait été appelé au chevet d'Aurore, trouvant l'enfant « malade dans le coma, et couverte de blessures étranges », « a estimé qu’il n’y avait rien à faire pour la sauver »,. Le lendemain, 13 février, le docteur William Jolicoeur est dépêché sur les lieux à titre de coroner. L'hypothèse de la mort naturelle est écartée, et le même jour débute également l'autopsie du cadavre d'Aurore, pratiqué par le docteur Albert Marois, à laquelle assiste aussi le docteur Lafond,,. Le 14 février, le coroner a conclu qu'il y avait matières à des poursuites criminelles, à la suite de quoi des accusations de négligence et de mauvais traitements sont portés contre Télésphore Gagnon et Marie-Anne Houde, respectivement le père et la belle-mère d'Aurore Gagnon,. C'est le constable Lauréat Couture qui a procédé à l'arrestation des deux suspects le même jour, juste après les funérailles d'Aurore,,.
Transférés à la prison de Québec, les deux accusés plaident non-coupable le 16 février 1920 devant le juge Philippe-Auguste Choquette, et s'ensuit alors deux enquêtes préliminaires, une pour chacun des accusés qu'on a décidé de juger séparément. Celle de Télésphore Gagnon se tient les 24 et 25 février, alors que celle de Marie-Anne Houde s'est déroulée les 4 et 11 mars suivants, toutes les deux à huis clos. Du début à la fin des enquêtes préliminaires, de nombreuses dépositions incriminantes contre les deux époux sont transmises à la Cour des sessions de la paix. Le 18 mars, le juge Choquette détermine que les preuves sont assez accablantes pour intenter un procès pour meurtre. Le 20 mars, la Cour émet officiellement un mandat d'arrêt à l'endroit de Télésphore Gagnon.
Du 13 au 21 avril 1920 se déroule le procès pour meurtre de Marie-Anne Houde, avec le juge Louis-Philippe Pelletier à la présidence. Le procès défraye les manchettes des médias nationaux à la suite du témoignage coup de poing de Marie-Jeanne Gagnon, la fille de Télésphore Gagnon, la belle-fille de Marie-Anne Houde et la sœur d'Aurore Gagnon,,. La déposition de Marie-Jeanne Gagnon s'étale sur plus de soixante pages, et la jeune fille de 11 ans, questionnée par les avocats de la Couronne et de la Défense, dévoile toute l'ampleur du martyre qu'a subit Aurore. La jeune fille s'était elle-même parjurée lors des enquêtes préliminaires, sous les menaces de sa belle-mère et la crainte de subir le même sort que sa défunte soeur. La Défense, voyant l'impossibilité de parvenir à un verdict de non-culpabilité s’imposer, adopte une nouvelle stratégie et souhaite faire examiner Marie-Anne Houde pour folie. Les membres du jury rejettent en bloc l'hypothèse de la folie et ces derniers ne prennent que 10 minutes pour rendre leur décision concernant la culpabilité de Marie-Anne Houde. Verdict : Marie-Anne Houde est coupable de meurtre et le juge Pelletier la condamne à être pendue par le cou le 1er octobre 1920,. Le délai entre la fin des procédures judiciaires et la mise à mort planifiée résulte du fait que Marie-Anne Houde est enceinte de jumeaux pendant son procès. Le 29 septembre 1920, deux jours avant son exécution, le ministre canadien de la Justice, Charles Joseph Doherty, commue la peine de mort à l'endroit de Marie-Anne Houde en emprisonnement à vie. En 1935, atteinte d’un cancer du sein qui s’est par la suite généralisé, Marie-Anne Houde est libérée du pénitencier de Kingston, où elle était détenue, et décède moins d’une année plus tard à Montréal, le 12 mai 1936. 
Le juge Pelletier, proche de la retraite et épuisé, décide de se retirer après la condamnation à mort de Marie-Anne Houde et c'est au juge Joseph-Alfred Désy que revient la charge de présider au procès de Télésphore Gagnon, accusé du meurtre d'Aurore Gagnon, sa fille cadette,. 

Le 23 avril 1920, le procès s'entame avec la sélection du jury. Encore une fois, ce sont les dépositions des enfants Gagnon qui s'avèrent être les plus accablantes pour les parents Gagnon. Les dépositions de Georges et de Gérard Gagnon, entre autres, renseignent la Cour sur le cycle de violence duquel Aurore Gagnon était prisonnière et du rôle que Télésphore Gagnon a joué dans les mauvais traitements dont était victime l'enfant,. Il y est révélé que Télésphore Gagnon était encouragé par sa femme à battre sa fille, pour toutes sortes de raison : vaisselle pas faite, hygiène malpropre, caractère difficile, voleuse, menteuse, fainéante, voire homosexuelle,,,. Marie-Anne Houde, notamment, refusait de donner le pot à Aurore, forçant celle-ci à déféquer sur le sol, à la suite de quoi Marie-Anne Houde prenait les matières fécales et les plaçait dans les habits de son époux pour finalement blâmer le tout sur Aurore, poussant Télésphore à la battre,,. Parmi les objets avec lesquels Télésphore Gagnon battait sa fille : une petite et une grande hart, un fouet à bœuf et un manche de hache,,,. Le témoignage d'Émilien Hamel, neveu de l'accusé et présent une fois lorsque Télésphore corrigeait sa fille, mentionne que les dizaines de coups donnés par le père étaient « pas mal fort », tandis que celui d'Odilon Auger, un collègue de travail, indique que Télésphore Gagnon lui a dit qu'il battait sa fille jusqu'au sang,. Le 29 avril 1920, les membres du jury rendent un verdict de culpabilité à l'endroit de Télésphore Gagnon. Une semaine plus tard, le 4 mai 1920, le juge Désy est prêt à rendre sa sentence :

« Dans l'accomplissement de leur devoir dont ils ont été chargés par l'autorité compétente, douze de vos pairs ont prononcé sur les faits révélés par la preuve que dans la cause de Sa Majesté le Roi contre vous sur une accusation de meurtre et vous ont trouvé coupable d'homicide involontaire ; il m'incombe maintenant de vous imposer la condamnation que vous méritez, la condamnation à laquelle vous avez droit en vertu de la preuve et de la loi.

Assurément, il est dur d'appliquer strictement la loi, mais il y a là pour moi un devoir à remplir et il ne peut m'être permis de feindre l'évanouissement quand le châtiment s'impose, quand la vie de la société est en danger.
Dieu me garde de cette sensiblerie qui a tant fait de mal dans certains pays d'Europe pour encourager le mépris de la loi ; Dieu me garde d'infliger aucune de ces peines pour rire qui, par leur manque de proportion avec le crime commis, deviennent un scandaleux encouragement pour les criminels.

Ne serait-ce pas ouvrir toutes grandes les portes à la barbarie que de faire diminuer le respect dû à la loi, si nécessaire à la vie. C'est une responsabilité que je ne saurais, qu'aucun citoyen respectable ne saurait prendre. Puissiez-vous accepter et subir avec un esprit chrétien la juste condamnation que vous avez méritée.

Télésphore Gagnon, vous avez été accusé du meurtre de votre fille Aurore, grâce à vos mauvais traitements et aux mauvais traitements infligés par votre femme que vous avez encouragée : vous avez été trouvé coupable d'homicide involontaire ; en conséquence, la Cour vous condamne à passer le reste de votre vie naturelle au pénitencier. »

— Joseph-Alfred Désy, Le Peuple (quotidien hebdomadaire), vendredi 7 mai 1920
Emprisonnement à vie, donc, pour Télésphore Gagnon, qui est transféré au pénitencier Saint-Vincent-de-Paul, à Laval, pour y subir sa peine. Cinq ans plus tard, Télésphore Gagnon est libéré pour bonne conduite, et retourne vivre à Sainte-Philomène-de-Fortierville. Devenu menuisier, il se remarie en 1938 et décède le 30 août 1961. 
Encore aujourd'hui, le meurtre d'Aurore Gagnon reste un pan important de la mémoire collective du peuple québécois,,,. Livres, films et pièces de théâtre se sont inspirés du calvaire vécu par la jeune enfant, ce qui a cimenté la place de l'affaire « Aurore, l'enfant martyre » comme l'un des crimes les plus célèbres de l'histoire du Québec,,. Un dossier complet comprenant les archives judiciaires des procès de Marie-Anne Houde et de Télésphore Gagnon est disponible à la Bibliothèque et Archives nationales du Québec,. La série télévisée Les Grands Procès a également produit un docu-fiction sur le procès des deux parents.

## Vie privée et décès

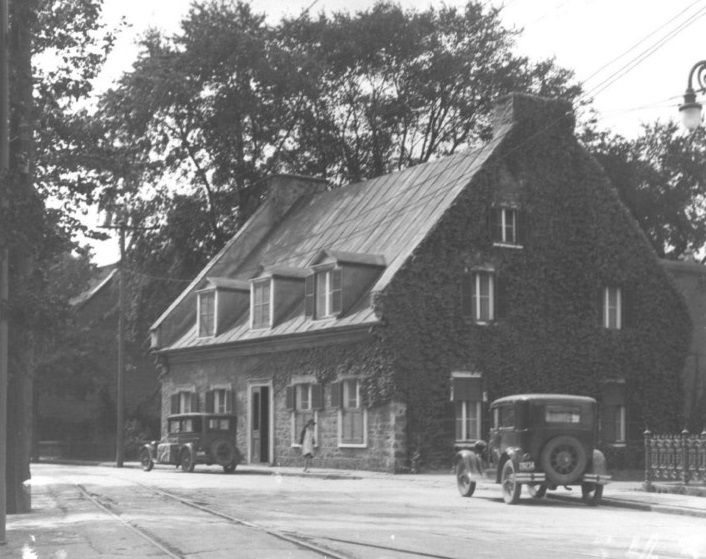
Maison Hertel-De La Fresnière, 1932.

Le 30 avril 1902, Joseph-Alfred Désy, 23 ans, épouse Virginie Bergeron, 22 ans, à l'église de la paroisse de Saint-Barthélémy, son village natal,. Virginie Bergeron est la fille de Julie Émilie Lemire et de Louis Bergeron, un boucher de Louiseville. Trois enfants sont nés du couple Désy-Bergeron : Maurice Désy, qui deviendra avocat comme son père, Marcelle Désy et Thérèse Désy,,. Un quatrième enfant, Paul Guy Désy, est mort en très bas âge.
En mai 1916, Joseph-Alfred Désy est le locataire de la Maison Hertel-De La Fresnière, qu'il occupe toujours en 1921,. La Maison Hertel-De La Fresnière, construite de 1824 à 1829, est un important édifice patrimoniale au Québec et est inscrit au Registre du patrimoine culturel du Québec, de type patrimoine immobilier, depuis 2005.
L'avocat et le juge Désy correspondait fréquemment avec l'écrivain Benjamin Sulte.
Joseph-Alfred Désy est atteint du diabète. S'il n'a pas été déterminé qu'il en est mort, le syndrome participe grandement à la détérioration de la santé du juge. Le 15 mars 1925, à Trois-Rivières, « dans la force de l'âge », Joseph-Alfred Désy succombe à une attaque de grippe,. Un service funéraire est organisé à la cathédrale de l'Assomption de Trois-Rivières, puis le corps du défunt juge est inhumé dans le Cimetière Saint-Louis de la paroisse de l'Immaculée-Conception-de-la-Sainte-Vierge,.
Un fonds d'archives portant sur Joseph-Alfred Désy est disponible à la Bibliothèque et Archives nationales du Québec à Trois-Rivières. Une rue à Trois-Rivières porte son nom,.

## Hommages et distinctions

### Titre honorifique
- Conseiller du roi[5]

### Titre de civilité
- Monsieur le bâtonnier[16]

#### Droit
- Avocat, Juriste
- Droit au Québec, Droit civil
- Histoire du droit au Québec, XXe siècle en droit au Québec
- Système judiciaire du Québec, Loi du Québec
- Barreau du Québec, Bâtonnier du Québec
- Barreau de Trois-Rivières, Districts judiciaires du Québec
- Code civil du Bas-Canada, Code criminel du Canada